# Kara Lynn Joyce
Kara Lynn Joyce (nacida el 25 de octubre de 1985 en Brooklyn, Nueva York) es una nadadora estadounidense. Joyce compitió en los Juegos Olímpicos de Atenas 2004, quedando en quinto lugar en los 50 metros de estilo libre y los 100 metros estilo libre, y ganando un par de medallas de plata en los 4×100 m estilo libre de relevo y 4×100 m de relevo.
Originaria de Brooklyn, Nueva York, Kara Lynn dividió su secundaria entre Webster, Nueva York y Ann Arbor, Míchigan, donde su familia vivía en el 2001. Fue en Ann Arbor que Kara Lynn empezó a entrenar en el Club Wolverine bajo el entrenador Jon Urbanchek. Kara Lynn decidió competir en el equipo de natación de su escuela, en los Ann Arbor Pioneers. En su último año de secundaria, ella impuso cinco récords estatales de secundaria, cuatro en la cual eran récords nacionales de secundaria durante ese tiempo. (Los récords de su estado son en los 50 m, 100 m y 200 m estilo libre al igual que los 200 m y 400 m estilo libre de relevo. Aunque sólo pudo participar en 4 eventos, Kara Lynn impuso el récord de 50 m de estilo libre quedando en los 200 m estilo libre de relevo.)